# Округ Тони (Мисури)
Тони (енгл. Taney County) је округ у америчкој савезној држави Мисури.

## Демографија
По попису из 2010. године број становника је 51.675, што је 11.972 (30,2%) становника више него 2000. године.
| Група             | 2000.          | 2010.          |
| Белци             | 37.651 (94,8%) | 47.083 (91,1%) |
| Афроамериканци    | 138 (0,3%)     | 449 (0,9%)     |
| Азијати           | 136 (0,3%)     | 337 (0,7%)     |
| Хиспаноамериканци | 962 (2,4%)     | 2.494 (4,8%)   |
| Укупно            | 39.703         | 51.675         |